# جيمي ماكغينيس
جيمي ماكغينيس (بالإنجليزية: Jamie McGuinness)‏ هو لاعب كرة قدم بريطاني في مركز الدفاع، ولد في 5 مايو 1990 في واتفورد في المملكة المتحدة. لعب مع روشدين ودايموندز ونادي كولورادو سبرينغس ونادي ويموث.

## وصلات خارجية
- جيمي ماكغينيس على موقع قاعدة بيانات كرة القدم.إي يو (الإنجليزية)
- جيمي ماكغينيس على موقع Soccerbase.com (لاعب) (الإنجليزية)
- جيمي ماكغينيس على موقع Soccerway.com (الإنجليزية)